# 共通法
共通法（きょうつうほう、大正7年4月17日法律第39号）は、十五年戦争（満洲事変・日中戦争・太平洋戦争）終結以前の大日本帝国において、朝鮮、台湾・関東州（後に南洋群島も加わる。いわゆる外地）が日本の統治下にあり、かつ、それぞれ内地（樺太を含む）とは異なる法令が施行されていたことを前提に、これらの法域に施行されていた法令の適用範囲の確定および異法地域間の法令の連絡統一に関する法律である。
この法律は、準国際私法を定める(第2条)ほか、国内の各法域間における、いわゆる国際民事訴訟法に準ずる規定や刑事手続に関する規定も含むものであった。
なお、本法は正式には廃止されていないが、対日講和条約（1952年4月28日発効）に基づき、日本は外地における全ての権利、権原および請求権を放棄したため、国際法上はもとより、国内法解釈の上でも外国条約尊重義務の観点から（日本国憲法98条2項）事実上失効の扱いを受けているとするのが通説である。
もっとも、当時の外地が存在していた頃の法律関係が問題になる場合には、現在においても本法の適用が問題となる。例えば、平成12(行ヒ)149 国籍確認請求事件 平成16年（2004年）7月8日 最高裁判所第一小法廷判決は、「昭和27年（1952年）4月28日に日本国との平和条約（以下「平和条約」という。）が発効する前の我が国においては，内地，朝鮮，台湾等の異法地域に属する者の間で身分行為があった場合，その準拠法は，共通法（大正7年法律第39号）2条2項によって準用される法例（平成元年法律第27号による改正前のもの）の規定によって決定される」と判決している。

## 構成と主な内容
- 地域に関する規定（1条）
- 準国際私法的規定（2条）
- 異法地域間の戸籍の異動に関する規定（3条）
- 法人に関する規定（4条〜8条）
- 民事訴訟等に関する規定（9条〜12条）
- 刑事訴訟等に関する規定（13条〜19条）

共通法の構成は以上のとおりであるが、現在でも重要なのは1条から3条までであるため、4条以下についてはとりあえず省略する。

### 地域に関する規定（1条）
ここでいう地域とは、互いに法令の形式・内容を異にする地域のことをいうが、本条では具体的に内地、朝鮮、台湾および関東州（後に南洋群島が加わる。）と規定されている。なお、内地以外の地域は外地と総称されていた。関東州と南洋群島は日本の領土ではなかったが、前者は租借地として、後者は国際連盟による委任統治制度の対象としてそれぞれ日本の統治下にあったため、本法の対象になっていた。また、樺太は本法の適用の上では内地とされていた。
もっとも、内地に施行されていた法律であっても、勅令により外地に対して施行されたものも存在した。そのような法律の対象となりうる法律問題については、互いに法令の形式・内容を異にするとは言えないため、1条の規定にかかわらず解釈上同一地域に属するものとして扱われた。

### 準国際私法的規定（2条）
異法地域間の民事事件の準拠法について定めた規定であり、いわば準国際私法的規定である。日本における国際私法の主要法源である法例（明治31年法律10号）を準用することにより解決を図っている（2条2項前段）が、法例が国籍を連結点（連結素）としている法律関係については、地域を連結点にするよう読み替える措置が採られている（2条2項後段）。
ただし、特定の地域の法令がその内容につき他の地域の法令に「依ル」旨定めている場合は、上記のような扱いはされなかった。例えば、朝鮮総督が制定した朝鮮民事令（明治45年制令第7号）には、民事に関する事項について他の法令に特別の規定がない限り内地の民法（明治29年法律第89号）などの法律に「依ル」ことが定められていた。この場合、施行されていた法令の形式は内地（法律）と朝鮮（制令）とでは異なるが、内容は同一と考えられるため、共通法が準用する法例による準拠法選択というプロセスを経ず直ちに法廷地法を適用することを認めていた（2条1項）。

### 異法地域間の戸籍の異動に関する規定（3条）
地域間で戸籍制度の内容が異なる場合に、異法地域間に属する者との間で婚姻、養子縁組などの身分行為がされた場合の戸籍の処理について規定したものである。
例えば、甲地人Aと乙地人Bとの間で婚姻が成立した場合、甲地の法令によればBはAが属する家に入るとされた場合には、乙地においては乙地におけるBが属する家を去るという扱いをすることにより、異法地域間の調整を図った。
なお、関東州と南洋群島については戸籍制度がなかったため、これらの地域に属する者と戸籍制度がある地域に属する者との間で婚姻や養子縁組などの身分行為があった場合は、本条の対象外である。
また、台湾においては、大正11年勅令第406号により内地の民法が台湾に施行された（ただし、台湾人のみの親族相続については民法を適用しない旨の特例あり）後は、民法が対象とする法律関係については内地と台湾は同一地域に属するとされていたため、本条の対象にはならないとされていた。ただし、内地と台湾とでは戸籍制度が異なっていたという問題があったため、別途特例勅令で解決した。
この共通法3条の存在が、日本国との平和条約の発効により日本国籍を離脱した者の範囲に影響を与えることになる（詳細は、平和条約国籍離脱者の項目を参照）。